# The Loser Sign
|  | Sammenskrivningsforslag Artiklen The Loser Sign er foreslået føjet ind i Natholdet. (Siden 2012) Diskutér forslaget |

"The Loser Sign" er en sang indspillet og sunget af den danske musiksgruppe, Hej Matematik. Sangen har særligt fået opmærksomhed gennem TV 2-programmet "Natholdet". Tre seere af programmet, Mathilde, Paja og Lise, kontaktede Natholdets vært, Anders Breinholt, samt den resterende redaktion på Natholdet, i et forsøg på at få oplyst Hej Matematiks email-adresse. Med denne ønskede de tre piger at kontakte musikgruppen for at høre, om den havde mulighed for at indspille sangen. Anders Breinholt fandt, at dette var en spændende tanke. Han valgte derfor undervejs i en af Natholdets udsendelser at kontakte musikeren, Søren Rasted, for at høre, hvorvidt hans musikgruppe, Hej Matematik, var interesseret i indspille sangen. Søren Rasted påtog sig denne opgave på vegne af gruppen, og han valgte sidenhen desuden at hjælpe sangens oprindelige forfattere med at færdiggøre sangens tekst. 
Den 27. april 2011 blev sangen udgivet på Natholdets YouTube-side. Dagen efter, den 28. april 2011, blev sangen gratis tilgængelig på sangens officielle hjemmeside. Sangen blev dog ikke officielt udgivet som en single.

## Musikvideo
Sangens Musikvideo blev udgivet mandag den 2. maj 2011 på Natholdet officielle YouTube-side. Videoen består af en sammensætning af korte klip, Natholdets seere har sendt ind til programmets redaktion. I disse klip giver seerne deres bud på, hvorledes et såkaldt 'loser sign' ser ud.

## Ekstern henvisning
- Hjemmeside om "The Loser Sign" Arkiveret 13. april 2012 hos  Wayback Machine
- "The Loser Sign" Musikvideo
- Natholdets Youtube side